# Petit Le Mans

Road Atlanta

Petit Le Mans är en långdistanstävling för sportvagnar som körs på Road Atlanta utanför Atlanta, Georgia, USA.
Tävlingen körs över 1000 miles (1609 kilometer) med en maxtid på tio timmar. Racet hålls i början av oktober varje år och har arrangerats sedan 1998. Tävlingen ingår i American Le Mans Series, och lockar flera av världens bästa team till Road Atlanta varje år. Tävlingen ses som den tredje största endurance-tävlingen i USA bakom Daytona 24-timmars och Sebring 12-timmars, och den är även den tredje finaste tävlingen för LMP-bilar att vinna.

## Totala vinnare
| År    | Förare                                              | Bil                   | Mästerskap                                           |
| ----- | --------------------------------------------------- | --------------------- | ---------------------------------------------------- |
| 1998  | Eric van de Poele Wayne Taylor Emmanuel Collard     | Ferrari 333 SP        | Professional SportsCar Racing Championship           |
| 1999  | David Brabham Éric Bernard Andy Wallace             | Panoz LMP-1 -Ford     | American Le Mans Series                              |
| 2000  | Allan McNish Rinaldo Capello Michele Alboreto       | Audi R8               | American Le Mans Series                              |
| 2001  | Tom Kristensen Rinaldo Capello                      | Audi R8               | American Le Mans Series Le Mans Series               |
| 2002  | JJ Lehto Johnny Herbert                             | Audi R8               | American Le Mans Series                              |
| 2003  | Marco Werner JJ Lehto                               | Audi R8               | American Le Mans Series                              |
| 2004  | Frank Biela Emanuele Pirro                          | Audi R8               | American Le Mans Series                              |
| 2005  | Rinaldo Capello Allan McNish                        | Audi R8               | American Le Mans Series                              |
| 2006  | Allan McNish Rinaldo Capello                        | Audi R10 TDI          | American Le Mans Series                              |
| 2007  | Allan McNish Rinaldo Capello Emanuele Pirro         | Audi R10 TDI          | American Le Mans Series                              |
| 2008  | Allan McNish Rinaldo Capello Emanuele Pirro         | Audi R10 TDI          | American Le Mans Series                              |
| 2009  | Franck Montagny Stéphane Sarrazin                   | Peugeot 908 HDi FAP   | American Le Mans Series                              |
| 2010  | Franck Montagny Stéphane Sarrazin Pedro Lamy        | Peugeot 908 HDi FAP   | American Le Mans Series Intercontinental Le Mans Cup |
| 2011  | Franck Montagny Stéphane Sarrazin Alexander Wurz    | Peugeot 908           | American Le Mans Series Intercontinental Le Mans Cup |
| 2012  | Neel Jani Nicolas Prost Andrea Belicchi             | Lola B12/60-Toyota    | American Le Mans Series Le Mans Series               |
| 2013  | Neel Jani Nicolas Prost Nick Heidfeld               | Lola B12/60-Toyota    | American Le Mans Series                              |
| 2014  | Max Angelelli Jordan Taylor Ricky Taylor            | Chevrolet Corvette DP | United SportsCar Championship                        |
| 2015* | Patrick Pilet Nick Tandy                            | Porsche 911 RSR       | United SportsCar Championship                        |
| 2016  | John Pew Oswaldo Negri Jr. Olivier Pla              | Ligier JS P2-Honda    | Weathertech Sportscar Championship                   |
| 2017  | Ryan Dalziel Brendon Hartley Scott Sharp            | Nissan Onroak DPi     | Weathertech Sportscar Championship                   |
| 2018  | Ryan Hunter-Reay Jordan Taylor Renger van der Zande | Cadillac DPi-V.R      | Weathertech Sportscar Championship                   |
| 2019  | Eric Curran Pipo Derani Felipe Nasr                 | Cadillac DPi-V.R      | Weathertech Sportscar Championship                   |
| 2020  | Ryan Briscoe Scott Dixon Renger van der Zande       | Cadillac DPi-V.R      | Weathertech Sportscar Championship                   |
| 2021  | Jonathan Bomarito Oliver Jarvis Harry Tincknell     | Mazda RT24-P          | Weathertech Sportscar Championship                   |
| 2022  | Tom Blomqvist Hélio Castroneves Oliver Jarvis       | Acura ARX-05          | Weathertech Sportscar Championship                   |
| 2023  | Tom Blomqvist Colin Braun Hélio Castroneves         | Acura ARX-06          | Weathertech Sportscar Championship                   |
| 2024  | Sébastien Bourdais Scott Dixon Renger van der Zande | Cadillac V-LMDh       | Weathertech Sportscar Championship                   |